# Takeshi Kawaharazuka
Takeshi Kawaharazuka (河原塚 毅, Takeshi Kawaharazuka) est un footballeur japonais né le 1er février 1975. Il est attaquant.

## Équipe nationale
- Équipe du Japon de beach soccer
  - Participation à la Coupe du monde de beach soccer : 2005, 2006, 2008, 2009, 2011